# Val d'Egua
La Val d'Egua è una valle della Valsesia, percorsa dall'omonimo torrente che si getta nel Sermenza all'altezza del lago di Rimasco.
Tra i centri abitati della valle si ricordano Carcoforo, comune appartenente al parco naturale dell'Alta Val Sesia e dell'Alta Val Strona, e le località del comune di Alto Sermenza: Rimasco, Dorca e Ferrate.

## Storia
La vallata è uno dei territori che nel Medioevo vennero colonizzati dai Walser, una popolazione di origine germanica proveniente dall'Alto Vallese.